# Drahomír Jebavý
Drahomír Jebavý (ur. 1930 w Martinicach v Krkonoších) – czechosłowacki skoczek narciarski, zwycięzca pierwszej edycji Turnieju Czeskiego (1960), uczestnik Mistrzostw Świata w Narciarstwie Klasycznym 1954, pięciokrotny mistrz Czechosłowacji w skokach narciarskich (1953, 1954, 1956, 1958 i 1961) oraz mistrz Czechosłowacji w kombinacji norweskiej (1953).

## Przebieg kariery
W lutym 1950 zajął trzynaste miejsce w konkursie Pucharu Tatr w Szczyrbskim Jeziorze. W lutym 1954 w Falun po raz jedyny w karierze wziął udział w mistrzostwach świata w narciarstwie klasycznym. W konkursie skoków uplasował się na 34. miejscu.
W latach 1956–1962 czterokrotnie uczestniczył w konkursach Turnieju Czterech Skoczni – najlepsze miejsce w klasyfikacji generalnej zajął w sezonie 1956/1957, kiedy był czternasty. W pojedynczym konkursie TCS jego najlepszym rezultatem było piętnaste miejsce w Bischofshofen w 1957 roku.
W 1956 i 1957 roku wystąpił w zawodach w ramach Tygodnia Lotów Narciarskich w Tauplitz i Planicy. Najlepszy rezultat osiągnął 9 marca 1956 w Tauplitz, gdzie był jedenasty. W drugiej serii zawodów na Kulm ustanowił swój rekord życiowy w długości skoku narciarskiego, lądując na 104. metrze.
W 1958 dwukrotnie zajął piąte miejsce w konkursach o Puchar Beskidów – w Wiśle i Zakopanem. W klasyfikacji generalnej cyklu był czwarty. Dwa lata później uplasował się na piątym miejscu w Wiśle i szóstym w Szczyrku, co dało mu szóste miejsce w klasyfikacji.
W lutym 1961 wystartował w obu konkursach w Zakopanem, rozgrywanych w ramach Memoriału Bronisława Czecha i Heleny Marusarzówny. W pierwszym z nich był 25., a w drugim 21., dzięki czemu zajął 21. miejsce w klasyfikacji łącznej. Również w lutym zwyciężył w Szpindlerowym Młynie i Wysokiem nad Izerą w zawodach rozgrywanych w ramach pierwszej edycji Turnieju Czeskiego, dzięki czemu został zwycięzcą całego cyklu. W marcu tego samego roku zwyciężył w konkursie skoków w ramach międzynarodowych zawodów narciarskich w dyscyplinach klasycznych w Harrachovie.
Sześciokrotnie został mistrzem Czechosłowacji w dyscyplinach narciarstwa klasycznego – w latach 1953, 1954, 1956, 1958 i 1961 został mistrzem w skokach narciarskich, a ponadto w 1953 roku w kombinacji norweskiej.

## Osiągnięcia

### Mistrzostwa świata
| Miejsce | Dzień     | Rok  | Miejscowość | Skocznia       | Punkt K | Konkurs | Skok 1 | Skok 2 | Nota  | Strata | Zwycięzca         |
| ------- | --------- | ---- | ----------- | -------------- | ------- | ------- | ------ | ------ | ----- | ------ | ----------------- |
| 34.     | 14 lutego | 1954 | Falun       | Källviksbacken | K-80    | ind.    | 68,0   | 72,5   | 197,5 | 34,5   | Matti Pietikäinen |